# Ella Lemhagen
Ella Elisabet Lemhagen (født 29. august 1965 i Uppsala) er en svensk filminstruktør og manuskriptforfatter.

## Udvalgt filmografi
- Drömprinsen - Filmen om Em (1996)
- Välkommen till festen (1997)
- Tsatsiki, moren og politimanden (1999)
- Tur & retur (2003)
- Patrik 1,5 (2008)
- Kronjuvelerna (2011)
- Drengen med guldbukserne (2014)

## Hædersbevisninger
- 2000: Vandt Guldbagge-prisen for bedste instruktør for Tsatsiki, moren og politimanden[1]
- 1997: Nomineret til Guldbagge-prisen for bedste instruktør for Drömprinsen - Filmen om Em[1]